# Jedidja
Jedidja (auch Jedidjah, Jedidiah; hebräisch יְדִידְיָהּ jədîdjâ) ist ein Name des biblischen Königs Salomo.

## Etymologie
Der Name „Jedidja“ setzt sich aus dem hebräischen Substantiv יָדִיד jādîd, deutsch ‚Geliebter, Freund‘ und einem theophoren Element, nämlich -יָה -jah als Kurzform des Gottesnamens JHWH, zusammen. In 2 Sam 12,25  erscheint der Name als יְדִידְיָהּ jədîdjâh. Die Septuaginta gibt den Namen als Ιδεδει (so im Codex Vaticanus) bzw. Ιδεδι (in der Septuagintaausgabe von Alfred Rahlfs) wieder. Beides ist Idedi auszusprechen; bei der Form im Codex Vaticanus handelt es sich lediglich um eine itazistische Schreibweise, die Alfred Rahlfs orthographisch normalisiert hat. Da das theophore Element -ja in hebräischen Namen üblicherweise auch in der Septuaginta als -ia beibehalten bzw. zur griechischen Endung -ias wird (siehe Elija, Jesaja, Jeremia, Josia etc.), ist anzunehmen, dass in der hebräischen Vorlage der Septuaginta nicht Jedidja (ידידיה), sondern Jedidi (ידידי) stand. Das bedeutet „mein Liebling“ oder „mein Freund“. In der Vulgata hingegen wird der Name mit den Worten Amabilis Domino, also „Der dem Herrn Liebenswürdige“, wiedergegeben.
Außerdem kann eine Herleitung von der gemeinsemitischen Wurzel דוד dwd angenommen werden, die zusätzlich den Vaterbruder bezeichnen kann (Lev 10,4 ). Der Name „David“ wird ebenfalls dieser Wurzel entlehnt, was eine besondere Nähe zwischen Jedidja und David implizieren kann.

## Erwähnung in der Bibel
Der Name begegnet uns in der hebräischen Bibel lediglich ein einziges Mal in 2 Sam 12,25 , nämlich als Alternativname Salomos, der durch den Propheten Nathan vergeben wird. Zuvor war das erstgeborene Kind von König David und Batseba verstorben. Im Anschluss berichtet der Text von der Geburt Salomos als zweiten Sohn der beiden. Exegeten gehen aufgrund der sprachlichen Gestaltung der Geschichte von 2 möglichen Szenarien aus:
1. Entweder verkehrt David mit ihr sexuell, nachdem er sie über ihren Verlust getröstet hat.
2. Oder er tröstet sie, indem er mit ihr ein Kind zeugt.

Andreas Kunz-Lübcke geht aufgrund der Abfolge „Trösten-Ortswechsel-Sexualverkehr“ davon aus, dass die 2. Möglichkeit wahrscheinlicher ist.
Bei der Namensgebung des Zusatzes „Jedidja“ „[…] und er nannte seinen Namen Jedidja, wegen JHWH.“ (2 Sam 12,25 ) sind sich Exegeten uneinig, ob es sich bei der Erzählung über die Liebe JHWH's gegenüber Salomo, seiner Erziehung durch Nathan und der Erteilung des Alternativnamens, um einen Teil des Grundbestandes handelt.

## Deutungsmöglichkeiten
Im Zusammenhang mit dem Namen „Jedidja“ fallen einige Besonderheiten auf.
Besonders auffällig ist die Doppelbenennung des Kindes. Zuvor war dem Jungen durch die Eltern bereits der Name „Salomo“ (hebräisch שְׁלֹמֹה šəlomo) gegeben worden. Die erneute Namensgebung von Gott durch Nathan ist ein ungewöhnliches Phänomen. Zur Erklärung dafür gibt es verschiedene Theorien. So argumentiert Honeyman, dass Salomo der Königsname des Jungen war und Jedidja sein „Privatname“. Andere vermuten, dass Jedidja der Name des erstgeborenen Kindes von David und Batseba war und somit ein Rückbezug zum vorigen Erzählverlauf vorliegt. Eine weitere Deutung bezieht sich auf die Ähnlichkeit der Orthographie in der hebräischen Konsonantenschrift zwischen den Namen „David“ (דוד dwd) und „Jedidja“ (ידידה jdjdh). Demnach sei die Namensgebung ein Zeichen an David, der nach der Ermordung Urijas, der Hochzeit mit Batseba und dem Tod des ersten Sohnes doch endgültig die Gnade Gottes erfährt. Nach dieser Deutung sei die Etymologie des Namens auf „durch die Gnade JHWHs“ zurückzuführen.